# Keita Irumagawa
Keita Irumagawa (jap. 入間川 景太, Irumagawa Keita; * 20. Mai 1999 in Fujiyoshida, Präfektur Yamanashi) ist ein japanischer Fußballspieler.

## Karriere
Keita Irumagawa erlernte das Fußballspielen in den Jugendmannschaften von Volcano Fujiyoshida und Ventforet Kofu. Seinen ersten Vertrag unterschrieb er 2019 bei Ventforet Kofu. Der Verein aus Kōfu, einer Großstadt in der Präfektur Yamanashi auf Honshū, der Hauptinsel Japans, spielte in der zweithöchsten Liga des Landes, der J2 League. 2019 wurde er an den Drittligisten AC Nagano Parceiro ausgeliehen. Für den Club aus Nagano spielte er einmal in der J3 League. 2020 kehrte er nach der Ausleihe nach Kōfu zurück.